# Guaranda
San Pedro de Guaranda er en by i Andesbjergene det centrale Ecuador. Byen er provinshovedsæde for Bolivarprovinsen. Byen har ca. 25.000 indbyggere.